# Joseph Maximos Fahmé
Joseph Maximos Fahmé  (* 4. April 1924 in Aleppo; † 27. März 2025 in Paris) war ein syrisch-französischer  Priester der Melkitischen griechisch-katholischen Kirche und Kantor.

## Biografie
Joseph Maximos Fahmé wurde in Aleppo geboren und im Alter von 12 Jahren nach Jerusalem geschickt, um das Seminar Sainte-Anne zu besuchen. Dort erhielt er seine erste religiöse und musikalische Ausbildung und machte sich insbesondere mit der byzantinischen liturgischen Musik vertraut. Er setzte seine Studien im Katholischen Priesterseminar fort und sang regelmäßig in der Kirche des Heiligen Grabes. Dort wurde er von zwei großen Kantoren beeinflusst: Papadopoulos (aus Konstantinopel) und Evlambios (aus Athen). Ihre Stile prägten ihn, bevor er seinen eigenen Stil entwickelte.
1949 kehrte er nach Aleppo zurück, wurde am 29. Juni  unter dem Namen Maximos zum Priester geweiht und Direktor der Schule Saint-Nicolas. 1955 ging er nach Paris, um Religionswissenschaften am Katholischen Institut zu studieren. 1958 kehrte er nach Aleppo zurück und leitete bis 1965 einen gemischten byzantinischen Chor mit 50 Mitgliedern.
In diesem Jahr zog er wieder nach Paris, um sein Studium abzuschließen. Dort wurde er Kantor (πρωτοψάλτης) und Chorleiter an der Kirche Saint-Julien-le-Pauvre in Paris, einer der ältesten Kirchen von Paris in der Nähe von Notre-Dame.
Er arbeitete auch als Moderator bei Radio Monte Carlo unter dem Künstlernamen Nabil Youssef, bevor er sich endgültig in Paris niederließ.
Für sein Lebenswerk wurde ihm der Titel eines Archimandriten verliehen.
Joseph Maximos Fahmé starb am 27. März 2025 in Paris im Alter von 100 Jahren. Abdallah Naaman widmete ihm einen Eintrag in seinem Buch "Les Orientaux de France du 1er au XXIe siècle", Ellipses, Paris, 2019.

## Diskografie
Sein Gesangsstil zeichnete sich durch eine tiefe Spiritualität aus. Seine Interpretationen zogen jede Woche ein großes Publikum an, gläubig oder nicht, das von der Schönheit und Harmonie seiner Musik berührt wurde.
| Titel                                                     | Label           | Veröffentlichungsjahr | Aufnahmejahre | Bemerkungen                                                                                |
| --------------------------------------------------------- | --------------- | --------------------- | ------------- | ------------------------------------------------------------------------------------------ |
| Hymnes byzantines d'Orient: anthologie                    | Psalmus PSAL001 | ©2008                 | ℗2003–2007    | "Coup de coeur"-Auswahl der La Revue du Son, Oktober 2008, erstes Album des Labels Psalmus |
| Odes byzantines à la mère de Dieu: chant de la paraclisis | Psalmus LIT 002 | ©2010                 | ℗2010         |                                                                                            |
| Hymne acathiste: tradition syrienne                       | Psalmus LIT 003 | ©2014                 | ℗2011         |                                                                                            |
| Alep éternelle: Chant byzantin de Syrie                   | Psalmus PSAL026 | ©2017                 | ℗2007–2010    |                                                                                            |